# Romelfing
Romelfing (deutsch Rommelfingen) ist eine französische Gemeinde mit 334 Einwohnern (Stand 1. Januar 2022) im Département Moselle in der Region Grand Est (bis 2015 Lothringen). Sie gehört zum Arrondissement Sarrebourg-Château-Salins.

## Geografie
Romelfing liegt etwa elf Kilometer nördlich von Sarrebourg an der Saar auf einer Höhe zwischen 227 und 307 m über dem Meeresspiegel, die mittlere Höhe beträgt 254 m. Das Gemeindegebiet umfasst 10,69 km².

## Geschichte
Im Gemeindewappen erinnert der rote Zickzackbalken an die Herrschaft der Familie Castel über Romelfing; der Rost ist das Attribut des Hl. Laurentius, des Schutzpatrons der Kirche.
Das Dorf kam 1766 zu Frankreich und gehörte von 1871 bis 1918 zum Deutschen Reich.

### Bevölkerungsentwicklung
| Jahr      | 1962 | 1968 | 1975 | 1982 | 1990 | 1999 | 2007 | 2019 |
| Einwohner | 410  | 386  | 383  | 365  | 372  | 377  | 367  | 340  |

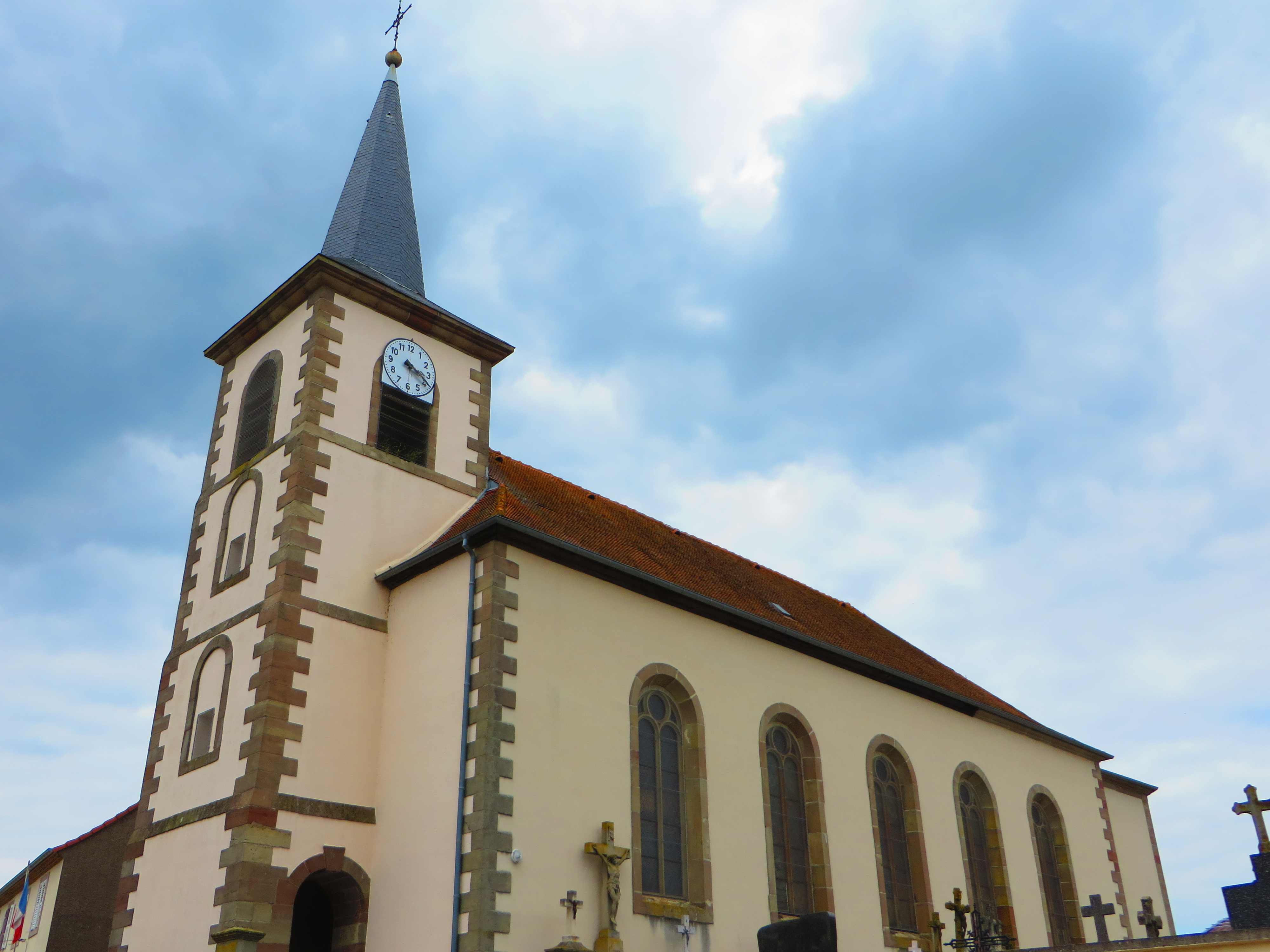
Kirche Saint-Laurent
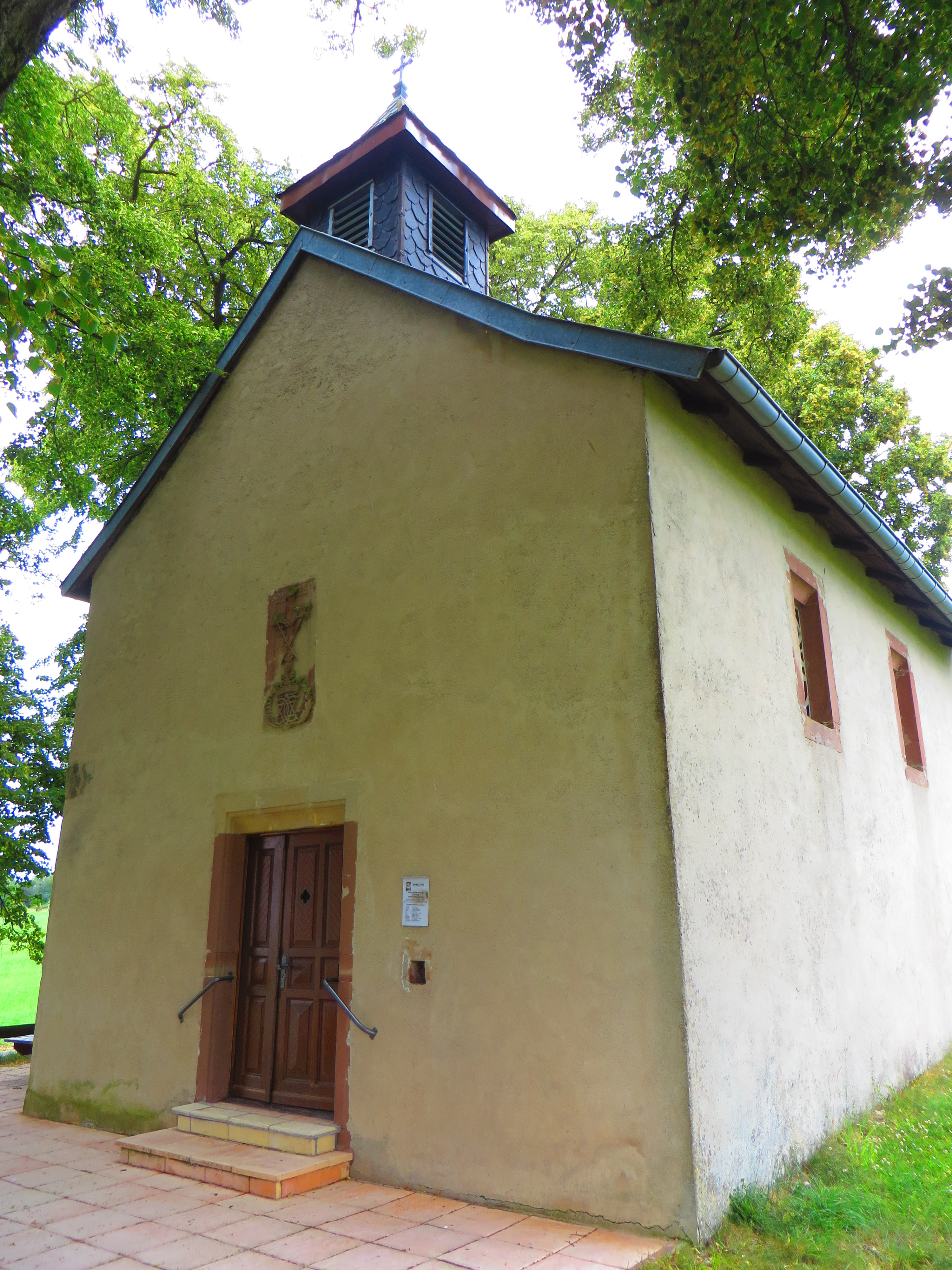
Kapelle Notre-Dame-des-Sept-Douleurs

## Belege
1. ↑  https://web.archive.org/web/20160325011058/http://genealogie-lorraine.fr/blasons/index.php?dept=57&blason=ROMELFING[ Wappenbeschreibung auf genealogie-lorraine.fr] (französisch)